# Метеорист

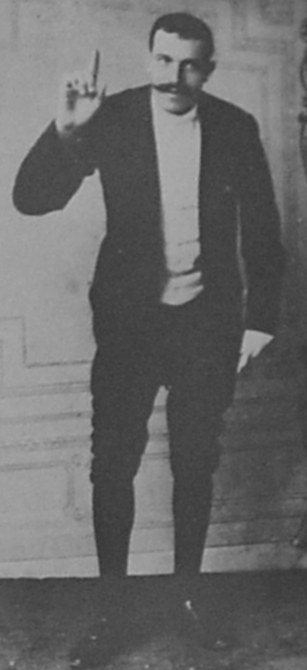
Ле Петоман — відомий метеорист

Метеорист — професія людей, яка розважає публіку, випускаючи гази в музичній манері.
Є ряд згадок про античних і середньовічних метеористів, які могли видавати різні ритми кишковим вітром. Так, Блаженний Августин писав в книзі De Civitate Dei про виконавців, які могли так управляти своїми газами, що здавалося, що ніби вони співають.
У середньовічній Ірландії метеористи називалися braigetori. Вони приведені в списку виконавців і музикантів у бенкетній програмі XII століття. Метеористи були відомі поруч з бардами, поетами і гуслярами.
Мистецтво метеоризму також практикувалося в Японії, про це згадується в одній з розповідей, що відносяться до періоду сьогунату Камакура (1185—1333).
Одним з популярних метеористів у Вікторіанській епосі був Жозеф Пуйоль, відомий як Ле Петоман, який жив і працював у Франції з 1887 року.
Професія метеориста існує досі. Одним з відомих сучасних метеористів є британець Містер Метан, що почав свою кар'єру в 1991 році.
Персонажів мультсеріалу South Park Терренса та Філліпа також можна назвати метеористами.